# Trematoda
Trematoda  do filo Platyhelminthes composta por cerca de 18 mil a 24 mil espécies de endo- e ectoparasitas. Os tremátodes podem infestar moluscos e vertebrados, sendo a escolha do hospedeiro dependente da espécie. Normalmente eles parasitam dois hospedeiros, um intermediário (normalmente moluscos) e outro permanente.  Alguns destes organismos causam doenças graves no hospedeiro. Dividido em duas subclasses: Digenea e Aspidogastrea.

## Anatomia
A estrutura e fisiologia dos tremátodes é bastante semelhante à dos organismos da classe Tuberllaria. Os tremátodes têm órgãos adesivos orais e ventrais que os fixam ao hospedeiro, do qual sugam tecidos, muco, fluidos e/ou sangue.
São animais de corpo simples, geralmente achatados e sem divisões, com simetria bilateral. Seus corpos são revestidos por uma cutícula de quitina que protege das enzimas liberadas pelos hospedeiros. Esse fica sob o epitélio, que está repousado sobre uma membrana basal.
A epiderme do tremátode é não ciliada e permite as trocas gasosas da respiração e a eliminação de compostos nitrogenados, ao mesmo tempo que protege das enzimas segregadas pelo hospedeiro.
A superfície corporal dos trematóides compreende um tegumento sincicial duro, que ajuda a proteger contra enzimas digestivas nas espécies que habitam o intestino de animais maiores e também a superfície de troca de gás. Revestido por fibras musculares e possuem poucos espinhos com formato de escamas na extremidade anterior. Não há órgãos respiratórios.
A boca está localizada na extremidade dianteira do animal e se abre para uma faringe muscular, bombeando. A faringe liga-se, através de um esôfago curto, a um ou dois cecos que ocupam a maior parte do comprimento do corpo. Em algumas espécies,os cecos são ramificados. Como em outros vermes, não há nenhum ânus, e o material de desperdício é excretado através da boca.
Embora a excreção de resíduos nitrogenados ocorre principalmente através do tegumento, trematóides possuem um sistema excretor, que primariamente é responsável pela osmoregulação. Esta consiste em duas ou mais protonefridias, com as de cada lado da abertura do corpo em um duto coletor. As duas condutas coletoras encontram-se tipicamente numa única bexiga, abrindo para o exterior através de um ou dois poros perto da extremidade posterior do animal.
O cérebro consiste de um par de gânglios na região da cabeça, dos quais dois ou três pares de cordas nervosas percorrem o comprimento do corpo. As cordas nervosas que correm ao longo da superfície ventral são sempre as maiores, enquanto as cordas dorsais estão presentes apenas no Aspidogastrea. Os trematodes geralmente não possuem nenhum órgão sensorial especializado, embora algumas espécies ectoparasitas possuam um ou dois pares de ocelos simples.
Os tremátodes que integram o ser humano no seu ciclo de vida - e que por isso provocam a doenças infecciosas tais como a trematodose - pertencem todos à sub-classe Digenea. Esta é, por sua vez, dividida de acordo com o alvo afectado pelo parasita, que pode ser tecidos, em particular do fígado, ou sangue.

## Reprodução
Em alguns trematodas não há diferenciação do aparelho copulador, enquanto em outros existe um órgão bastante complexo que pode ser quitinoso, uma ventosa genital ou muscular. São todos hermafroditas simultâneos, com exceção do Schistosoma, que são dióicos.
Os hermafroditas realizam fecundação cruzada facilitada pelo amadurecimento precoce do aparelho genital masculino com relação ao feminino. Na reprodução sexuada o macho libera o esperma no cretal, orifício onde se localiza o órgão genital feminino, ocorrendo a fecundação. Os ovos são depositados nos capilares do intestino do hospedeiro, os quais, por possuírem espinhos, rasgam as paredes dos vasos do intestino, caindo na cavidade intestinal. Assim ele é disperçado através das fezes.
Quase todos os trematodos infectam moluscos como o primeiro hospedeiro no ciclo de vida, e a maioria tem um ciclo de vida complexo envolvendo outros hospedeiros. A maioria deles são monóicos e alternadamente se reproduzem sexualmente e assexuadamente. As duas principais exceções a este são os Aspidogastrea, que não têm reprodução assexuada, e os esquistossomos, que são dióicos.

## Evolução
Os trematodas são parasitas obrigatório de moluscos, com isso sua evolução é correlacionada aos mesmos. Desse modo, os eles desenvolveram variadas adaptações morfológicas e funcionais, que variam de acordo com os diferentes grupos existentes em trematoda.
De modo geral, a evolução dos trematodes se processa do seguinte modo: O esporocisto materno que surge a partir da partenogênese e dá origem a larva de vida livre que é chamada de miracidium. A larva, então, penetra o hospedeiro intermediário e se reproduz, o que a torna apta para parasitar o hospedeiro definitivo. Durante esse processo, os trematodas apresentam três fases principais, o esporocisto, a de rédia e de cercária.  
A larva de vida livre ao parasitar o hospedeiro intermediário que é sempre um molusco se enquista e dá origem ao esporocisto. Com a ruptura do esporocisto dentro do organismo do molusco, as células germinativas presentes no esporocisto se espalham pelo corpo do hospedeiro construindo uma nova fase larval, que é chamada de rédia.
A rédia é semelhante ao esporocisto, possuindo também as células germinativas, que dão origem à novas iguais a elas e à cercárias. Porém diferenciam-se, pois possuem um aparelho digestivo rudimentar. Nesse ciclo evolutivo, as cercárias saem do corpo do hospedeiro por um orifício especial em busca do hospedeiro definitivo, enquanto as rédias filhas continuam no corpo do molusco para geração de novas cercárias.
Um exemplo de ciclo de trematoda é o do Schistossoma mansoni, que tem início nos caramujos, no qual se multiplicam os esporocistos que dão origem as cercárias que em seguida abandonam o caramujo, ficando livres em meio aquático. Assim que entram em contato com o ser humano as cercárias penetram a pele até conseguirem entrar na corrente sanguínea e se alojam nos pulmões até atingirem sua forma jovem. Logo que a forma jovem é atingida voltam para a corrente sanguínea até atingirem o fígado, onde as larvas se diferenciam sexualmente entre machos e fêmeas. A diferenciação sexual permite o acasalamento que acarreta na liberação de 300 ovos/dia, esses ovos ao atingirem o intestino são expelidos do corpo junto com as fezes, infectando áreas sem tratamento adequado de esgoto e reiniciando todo o ciclo.

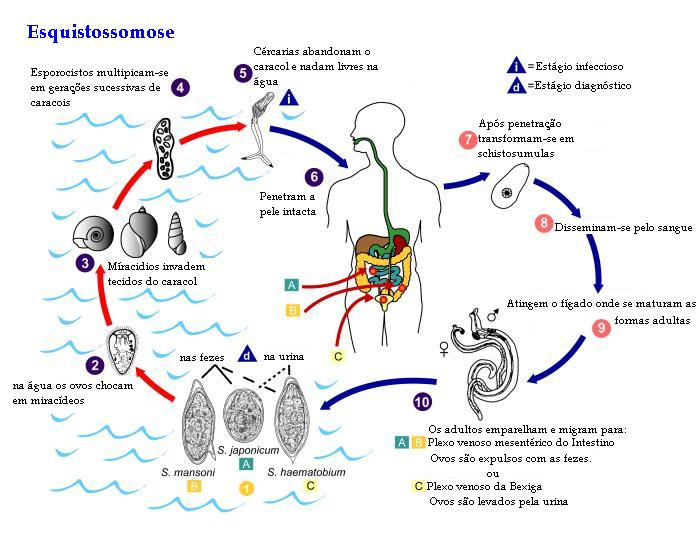
Imagem: Ciclo de Vida do Schistossoma Mansoni

## Classificação
Os trematódeos são frequentemente classificados de acordo com o principal sistema de órgãos que invadem:
- Clonorchis sinensis, Fasciola hepatica e  Opisthorchis spp como o Opisthorchis viverrini: fígado e ductos biliares
- Fasciolopsis buski, Heterophyes heterophyes e parasitas relacionados: o lúmen do trato gastrintestinal
- Paragonimus westermani e espécies relacionadas: pulmões
- Schistosoma spp: infecta a vasculatura dos sistemas gastrintestinal ou geniturinário